# Asaf Nimni
Asaf Nimni (* 7. März 1983) ist ein israelischer Fußballtrainer, der Hapoel Hadera in der Saison 2022/23 und der Saison 2024/25 in der höchsten israelischen Liga, der Ligat ha’Al, trainiert hat.

## Leben
Am 4. November 2012 wurde Nimni zum zweiten Assistenten von Guy Luzon, dem Trainer der israelischen Jugendnationalmannschaft U21, ernannt. Am 30. Dezember 2012 begann er seine Tätigkeit als Assistent von Nissan Yehezkel, der zum Trainer von Maccabi Herzliya ernannt wurde.
In der Saison 2013/2014 fungierte er als Assistent von Yehezkel bei Hapoel Petah Tikva. In der Saison 2014/2015 wurde Nimni zum Trainer des damaligen Zweitligisten Hapoel Katamon Jerusalem ernannt. Dies war seine erste Saison als Cheftrainer einer Erwachsenenmannschaft.
Von Januar bis Ende Juni 2016 war Nimni zunächst wieder als Assistenztrainer tätig, dieses Mal beim Erstligisten Hapoel Beer Sheva, stand dann ab Juli bis November 2016 wieder als Cheftrainer in der Liga Leumit (2. Liga) bei Hapoel Petah Tikva unter Vertrag.
Von Dezember 2016 bis Dezember 2017 folgten erneut Stationen als Assistenztrainer (bei Hapoel Tel Aviv und Maccabi Haifa). Nach einer Zeit ohne Beschäftigung im Profifußball wurde Nimni von Mai 2019 bis April 2021 Nachwuchskoordinator bei Hapoel Kfar Saba.
Im April 2021 kehrte Nimni auf die Trainerbank zurück. Zunächst war er für kurze Zeit bei einem unterklassig spielenden Verein tätig, unterschrieb dann aber im Juli 2021 beim Erstligisten Hapoel Hadera. Er war bei diesen Verein (mit einer kurzen Unterbrechung 2024) durchgehend bis zum Januar 2025 im Trainerstab, von Juli 2022 bis Januar 2023 und von November 2024 bis Januar 2025 als Cheftrainer, sonst als Assistenztrainer.